# Mesotrichoca
Mesotrichoca is een geslacht van uitgestorven insecten uit de familie Cecidomyiidae (galmuggen). De wetenschappelijke naam van het geslacht is voor het eerst geldig gepubliceerd in 2008 door Jaschhof en Jaschhof.

## Soorten
De volgende soorten zijn bij het geslacht ingedeeld:
- † Mesotrichoca mesozoica (Kovalev, 1990)[3]
  - =  † Catotricha mesozoica Kovalev, 1990